# Seares (cratera)
Seares é uma cratera de impacto lunar, situada no lado oculto da Lua. Ela fica localizada no hemisfério Norte. Ela está situada na direção Leste-Nordeste da depressão Schwarzschild, e a Oeste da cratera proeminente Karpinskiy.
Ela foi batizada em homenagem ao astronomo americano, Frederick Hanley Seares.